# 50

50(오십)은 49보다 크고 51보다 작은 자연수다.

## 수학
- 합성수로, 그 약수는 1, 2, 5, 10, 25, 50이다. 진약수의 합은 43이므로, 50은 부족수다.
- 4번째 육각뿔수다. 앞의 육각뿔수는 22, 다음은 95다.
- {\displaystyle 50=1+6+15+28}
  - 연속하는 네 육각수의 합으로 나타낼 수 있는 가장 작은 수다. 이 성질을 지닌 다음 수는 94다.
- {\displaystyle 50=5\times 10}
  - 연속하는 두 개의 {\displaystyle 5n}({\displaystyle n}은 자연수)의 곱으로 나타낼 수 있는 가장 작은 수다. 이 성질을 지닌 다음 수는 150이다.
- {\displaystyle 50=1^{2}+7^{2}=3^{2}+4^{2}+5^{2}}
  - 연속하는 두 개의 중심있는 육각수(1, 7)의 제곱합으로 나타낼 수 있는 가장 작은 수다. 이 성질을 지닌 다음 수는 410이다.
  - 연속하는 세 자연수(3, 4, 5)의 제곱합으로 나타낼 수 있으며, 이 성질을 지닌 앞의 수는 29, 다음 수는 77이다.
- 200 이하의 4의 배수, 300 이하의 6의 배수는 50개다.

## 과학
- 주석(Sn)의 원자번호.
- NGC 50: 고래자리 방향에 있는 렌즈형은하.

## 교통
- 고속도로
  - 대한민국 영동고속도로의 노선 번호.
  - 유럽 고속도로 50호선: 프랑스 브레스트에서 러시아 마하치칼라까지 이어지는 유럽 고속도로.
- 국도 제50호선
  - 일본 50번 국도: 군마현 마에바시시에서 이바라키현 미토시까지 이어지는 일본의 국도.
- 기타 도로
  - 현도 제50호선

## 군사
- U-50: 독일의 군용 잠수함. 제1차 세계 대전에 사용된 1915년제 모델(영어판)과 제2차 세계 대전에 사용된 1939년제 모델(영어판)이 있다.

## 문화유산
- 대한민국의 국보 제50호: 영암 도갑사 해탈문
- 대한민국의 보물 제50호: 나주 북망문 밖 삼층석탑
- 대한민국의 사적 제50호: 사천선진리성 (해제)[a]

## 방송
- 스카이라이프의 오라이프 채널 번호.
- 지니 TV의 더라이프 채널 번호.
- U+ TV의 씨네트리 채널 번호.
- B tv의 가이드 채널 번호.
- LG헬로비전의 OCN 채널 번호.
- B tv 케이블의 드라맥스 채널 번호.
- KT HCN의 ENA 스토리 채널 번호.

## 작품
- 《50》: 릭 애스틀리의 정규 음반. 2016년 6월 10일 출시.

## 기타
- 연도: 50년, 기원전 50년
- 50년대
- 미국은 50개의 주로 구성되어 있으며, 미국의 국기에 그려져 있는 별의 수 또한 50개이다.
- 대한민국 50원 동전에는 벼 이삭이 그려져 있다.
- 히라가나, 가타카나에는 오십음이라 하여 50개의 음이 있다.
- 50일의 기도(Day of Prayer)총회를 위한 50일 기도는 3월 16일 금요일(今曜日)부터 시작하여 총회 열리기 전 40일 동안 계속되고 열흘 동안의 총회기간(4월 24일 – 5월 4일)을 포함한다.
- 고등학생들의 수업 시간은 50분이다.
- 고사성어 오십보백보
- 도전! 골든벨은 총 50문제다.
- 2013학년도까지 대학수학능력시험의 국어 영역과 영어 영역은 총 50문항이었다.
- 오십견.